# Smeringaspis hirsuta
Smeringaspis hirsuta is een keversoort uit de familie bladkevers (Chrysomelidae). De wetenschappelijke naam van de soort werd in 1952 gepubliceerd door Spaeth in Hincks.